# Voggita
La voggita és un mineral de la classe dels fosfats. Va ser anomenada en honor d'Adolf Vogg (1931-1995), col·lector de minerals que va ser el primer en trobar aquesta espècie mineral.

## Característiques
La voggita és un fosfat de fórmula química {\displaystyle {\ce {Na2Zr(PO4)(CO3)(OH)*2H2O}}}. Cristal·litza en el sistema monoclínic. Els seus cristalls són pseudohexagonals en forma d'agulla, allargats al llarg de [010], que mostren {100}, {101}, {001}, de fins a 1 mm; en conjunt, poden tenir l'aparença d'una estora peluda.
Segons la classificació de Nickel-Strunz, la voggita pertany a «08.DO - Fosfats, etc, amb {\displaystyle {\ce {CO3}}}, {\displaystyle {\ce {SO4}}}, {\displaystyle {\ce {SiO4}}}» juntament amb els següents minerals: girvasita, peisleyita, perhamita, krasnoïta, saryarkita-(Y), micheelsenita, parwanita i skorpionita.

## Formació i jaciments
La voggita és un mineral molt rar que va ser descobert a la pedrera de roca calcària Francon, a Mont-real (Quebec, Canadà) en cavitats en un dic de basalt amigdaloide, alterat que s'introduïa en un ampit de silicocarbonatita amb contingut de zirconi.
Sol trobar-se associada a altres minerals com: dawsonita, calcita i quars.